# Пароводокислородная очистка и пассивация
Пароводокислородная очистка и пассивация (ПВКО и П) — технология очистки металла внутренних поверхностей пароводяного тракта котла с улучшением её качества и широким применением её для другого теплосилового оборудования электростанций, в том числе деаэратора и трубопроводов конденсатно-питательного тракта. Была разработана в 80-е годы в СССР. Получила широкое распространение в российской энергетике в 90-е годы.

## Суть метода ПВКО и П
Сущность метода ПВКО и П заключается в том, что при дозировке кислорода в питательную воду котла и поддержании требуемых режимных параметров можно удалять продукты коррозии и монтажа из пароводяного тракта котла, при этом на поверхности нагрева образуется оксидная защитная плёнка, что резко сокращает время пуска котла в эксплуатацию, и повышает защиту металла от коррозии на длительный период работы и при простое оборудования.
Теоретической основой ПВКО и П является следующее. При окислении металла перегретым паром или горячей водой происходит прямое образование защитной плёнки по уравнению:
Эта реакция протекает преимущественно в области температур более 200 ºС при отсутствии на стенках труб наносных отложений. При этом образование защитной плёнки очень сильно зависит от температуры среды (скорость реакции с ростом температуры увеличивается по параболическому закону). В области более низких температур для протекания этой реакции необходим определённый окислительно-восстановительный потенциал в зависимости от значения РН.
Этот редокс-потенциал определяется главным образом концентрацией кислорода. Путём повышения концентрации кислорода, а это один из основных моментов в технологии ПВКО и П, можно существенно повысить скорость реакции образования оксидной плёнки. В этом случае реакция будет протекать по уравнению:
Очевидно, что, чем чище исходная перед пассивацией поверхность металла, тем более стойкой будет образованная на её поверхности оксидная плёнка. Реакция очистки труб («растворение» отложений) при проведении ПВКО и П описывается следующим уравнением:
В момент изменения фазового состояния прочность отложений нарушается, отложения разрушаются, и скоростным динамическим потоком среды происходит их удаление, а на чистой поверхности образовывается защитная оксидная плёнка.

## История возникновения метода ПВКО и П
К началу 80-х годов Всероссийским Теплотехническим Институтом (ВТИ) совместно со специалистами «Мосэнерго», московской ТЭЦ-25 и предприятия «Мосэнергомонтаж» был разработан и внедрён новый способ послемонтажной очистки и пассивации — парокислородная очистка и пассивация (ПКО и П).
Метод ПКО и П заключается в продувке поверхностей нагрева очищаемого котла сторонним перегретым паром от соседнего работающего котла с дозировкой в пар газообразного кислорода в концентрации 0,5—1 гр/кг. Такая продувка позволяет удалять продукты коррозии и монтажа из пароводяного тракта котла, при этом на поверхности нагрева образовывается оксидная защитная плёнка, что резко сокращает время пуска котлов в эксплуатацию, и повышает защиту металла от коррозии на длительный период работы и при простое оборудования.
Внедрённая на практике технология сразу выявила целый ряд преимуществ по сравнению с ВХО, что позволило ей быстро получить широкое распространение в России в 80-х годах.
Одним из недостатков технологии ПКО и П являлось то, что для её проведения требовался большой расход высокопотенциального стороннего пара (расход 150—400 т/ч, давление 4—6 МПа и температура 400—440 ºС), то есть технологию невозможно провести на первом блоке ТЭС.
Дальнейшие исследования позволили в конце 80-х годов разработать технологию пароводокислородной очистки и пассивации (ПВКО и П) котлоагрегатов, лишённую этого недостатка.
Используя ПВКО и П, при дозировке кислорода в питательную воду котла и поддержании требуемых режимных параметров можно получить подобный эффект очистки и пассивации, что и при парокислородной обработке (ПКО и П). Исходя из этого, можно проводить ПВКО и П труб поверхностей нагрева и паропроводов в процессе первой растопки после окончания монтажа котла, используя штатную схему. В этом случае экономайзерный и парообразующий тракты котла обрабатываются горячей питательной водой и пароводяной смесью, в которую по специальной схеме дозируется газообразный кислород в концентрации 1—1,5 гр/кг. Пароперегреватель, промежуточный пароперегреватель и паропроводы очищаются собственным паром, вырабатываемым котлом при пуске. ПВКО и П проводится на растопочном топливе с 30—40% нагрузкой котла, на которую рассчитывается пусковая схема, и совмещается с продувкой главных паропроводов и паровым опробованием котла. Эффективность очистки методом ПВКО и П составляет 70—75%.
В 90-х годах НПП «Энергетика и Наука» в лице директора Сторожука А. А. при содействии специалистов ВТИ были разработаны новые приёмы интенсификации окислительной очистки, в основе которых лежит применение в качестве рабочей среды пароводяной смеси в сочетании с изменениями температуры и динамическими изменениями течения этой среды.
Интенсифицированный метод ПВКО и П может быть применим при исходной загрязненности труб окислами железа 300 г/м2 и более. Эффективность интенсифицированной технологии очистки достигает 85 %.